# Macalelon
Macalelon is een gemeente in de Filipijnse provincie Quezon op het eiland Luzon. Bij de laatste census in 2010 telde de gemeente ruim 26 duizend inwoners.

## Geografie

### Bestuurlijke indeling
Macalelon is onderverdeeld in de volgende 30 barangays:
| - Amontay - Anos - Buyao - Calantas - Candangal - Castillo - Damayan - Lahing - Luctob - Mabini Ibaba | - Mabini Ilaya - Malabahay - Mambog - Masipag - Olongtao Ibaba - Olongtao Ilaya - Padre Herrera - Pag-Asa - Pajarillo - Pinagbayanan | - Rizal - Rodriquez - San Isidro - San Jose - San Nicolas - San Vicente - Taguin - Tubigan Ibaba - Tubigan Ilaya - Vista Hermosa |

## Demografie
Macalelon had bij de census van 2010 een inwoneraantal van 26.419 mensen. Dit waren 433 mensen (1,7%) meer dan bij de vorige census van 2007. Ten opzichte van de census van 2000 was het aantal inwoners gegroeid met 3.484 mensen (15,2%). De gemiddelde jaarlijkse groei in die periode kwam daarmee uit op 1,42%, hetgeen lager was dan het landelijk jaarlijks gemiddelde over deze periode (1,90%).

De bevolkingsdichtheid van Macalelon was ten tijde van de laatste census, met 26.419 inwoners op 124,05 km², 213 mensen per km².